# Салернски залив
Салернският залив (на италиански: Golfo di Salerno) е морски залив на Тиренско море, покрай западните брегове на Италия, регион Кампания. Вдава се в сушата на 30 km, ширина на входа между нос Пунта Кампанела на север и нос Ликоса на юг 60 km. Максимална дълбочина 490 m. От север заливът е ограничен от планинския полуостров Соренто, на югоизток – от склоновете на масива Чиленто, а от изток релефът е хълмист. Дължина на бреговата линия 46 km. Крайбрежието му е защитено от северните ветрове от ниската планинска верига на полуостров Соренто и има мек средиземноморски климат. От изток в него се вливат две по-големи реки Сел и Ирно. Приливите са полуденонощни, с височина до 0,4 m.
В сравнение с разположения северно от него Неаполитански залив, крайбрежието на Салернския залив е по-слабо заселено, като тук най-големите градове са Салерно и Амалфи и двата разположени на северния му бряг.